# Königssee
A Königssee egy természetes tó Németország délkeleti részén, Bajorországban, Schönau am Königssee községben, a Berchtesgadeni-Alpokban, a német–osztrák határ közelében. A legközelebbi nagyobb település Berchtesgaden. A tó része a Berchtesgaden Nemzeti Parknak, emiatt csak elektromos meghajtású sétahajók közlekednek rajta, mindennemű más vízisport tilos. Hosszúsága 7,7 km, legnagyobb szélessége 1,7 km, legmélyebb pontja 190 m. Egyedül a kicsi, Christlieger nevű sziget található rajta. A tavon kialakuló visszhang világhírű.

## Közlekedés
A tóhoz fekvő legközelebbi vasútállomás Berchtesgadenben található, ahonnan a Freilassing–Berchtesgaden-vasútvonalon közvetlen járatok járnak Salzburgba. A tóhoz autóbusszal tudunk továbbutazni. A korábban itt található Königsseebahn nevű rövid mellékvonal 1961-ben bezárt. Újraindítása tervben van.
A közelben található még a Jennerbahn nevű kötélvasút is.

## Képgaléria
- Szent Bertalan-templom és a Watzmann télen
- A Szent Bertalan-templom nyáron
- Egy elektromos sétahajó a tizennyolcból
- Az Obersee